# 16 Pułk Piechoty (Księstwo Warszawskie)
16 Pułk Piechoty – oddział piechoty Armii Księstwa Warszawskiego.

## Formowanie i zmiany organizacyjne
Latem 1809 roku, podczas wojny polsko-austriackiej, sformowano sześć nowych pułków piechoty. By nie zadrażniać stosunków z Rosją, nadano im nazwę „galicyjsko-francuskich”. 16 pułk piechoty sformowany został w Galicji w 1809 roku nosił nazwę 4 pułku piechoty galicyjsko-francuskiej. Dowodził nim płk Kęszycki. Pod koniec grudnia 1809 włączony w skład armii Księstwa Warszawskiego otrzymał numer 16. Wkrótce pułk został rozwiązany, a numer 16 otrzymał sformowany w 1809 z Polaków, jeńców z wojska austriackiego kosztem księcia Konstantego Czartoryskiego na terenach galicyjskich 5 pułku piechoty galicyjsko-francuskiej. Pod koniec 1809 roku pułk liczył 2333 żołnierzy. Po wojnie polsko austriackiej stacjonował w Warszawie i Rawie. Według etatu z 1810 roku, pułk składał się ze 27 osobowego sztabu i trzech batalionów piechoty po 6 kompanii. Sztaby batalionów liczyć miały 4 osoby, a kompanie 136 żołnierzy. W sumie w pułku powinno służyć 2487 żołnierzy. Faktycznie stan osobowy oddziału był nieco mniejszy.
Zgodnie z zarządzeniem Napoleona z 17 maja 1811 roku, na terenie Księstwa Warszawskiego utworzono trzy dywizje. Pułk wszedł w skład 1 Dywizji.
W czasie przygotowań do inwazji na Rosję 1812 roku pułk włączony został w strukturę 16 Dywizji Józefa Zajączka z V Korpusu Wielkiej Armii ks. Józefa Poniatowskiego.
Po przegranej kampanii rosyjskiej 1812 roku, powtórnie odtworzono pułk w składzie dwóch batalionów po 700 żołnierzy. Wszedł w skład 27 Dywizji dowodzonej przez Izydora Krasińskiego. Komendę nad pułkiem przejął płk Ignacy Bolesta.
Po abdykacji Napoleona, car Aleksander I wyraził zgodę na odesłanie oddziałów polskich do kraju. Miały one stanowić bazę do tworzenia Wojska Polskiego pod dowództwem wielkiego księcia Konstantego. 13 czerwca 1814 roku pułkowi wyznaczono miejsce koncentracji w Lublinie.
Pułk nie został jednak odtworzony, bowiem etat armii Królestwa Polskiego przewidywał tylko 12 pułków piechoty. Nowe pułki piechoty sformowano dopiero po wybuchu powstania listopadowego. Rozkaz dyktatora gen. Józefa Chłopickiego z 10 stycznia 1831 roku nakładał obowiązek ich organizowania na władze wojewódzkie. W województwie lubelskim tworzony był 2 Pułk Województwa Lubelskiego przemianowany później na 16 pułk piechoty liniowej.

## Żołnierze pułku
Pułkiem dowodzili:
- książę Konstanty Adam Czartoryski (22 maja 1809),
- mjr Ignacy Bolesta (1813).

## Walki pułku
Pułk brał udział w walkach w okresie inwazji na Rosję 1812 roku i kampanii 1813 roku.
Bitwy i potyczki:
- Smoleńsk (17 sierpnia 1812),
- Możajsk (5 września 1812),
- Czeryków (29 września 1812),
- nad Berezyną (28 listopada 1812),
- Chemnitz (9 października 1813).